# Кунц, Опал Логан
Опал Логан Кунц (англ. Opal Logan Kunz; 6 ноября 1894 — 15 мая 1967, Оберн, Калифорния), также известная как Опал Ван Зандт Гиберсон Кунц (англ. Opal van Zandt Giberson Kunz) — первая американская лётчица, основательница и первый президент организации пилотов «Девяносто девять», феминистка. Была замужем за известным коллекционером драгоценных камней и минералогом доктором Джорджем Фредериком Кунцем.

## Биография

### Ранние годы
Опал Логан Кунц родилась 6 ноября 1894 года. В 1908 году она была удочерена  Эдвардом и Маргарет Гиберсон и переехала к ним в город Тарритаун.
15 мая 1923 года Опал вышла замуж за Джорджа Фредерика Кунца, известного коллекционера драгоценных камней, вице-президента компании Tiffany & Co.
7 июня 1929 года миссис Кунц получает лётное свидетельство пилота. 24 июня этого же года в газете The New York Times появляется статья под заголовком «Миссис Кунц попала в аварию на своём собственном самолёте», которая гласит: "в Моррис-Плейнс, штат Нью-Джерси, Опал Кунц и механик Верн Е. Мун потерпели крушение, находясь на борту недавно приобретённого биплана C-9827. Оба не пострадали". Некоторые газеты усмотрели незаконную связь между обоими участниками аварии.
7 апреля 1930 года Опал Кунц победила на открытых соревнованиях в Филадельфии и стала первой женщиной, участвовавшей в воздушных гонках наравне с мужчинами.
После приобретения нового самолёта 10 апреля 1930 года Опал Кунц вылетела из Филадельфии в Аллентаун, штат Пенсильвания, но по ошибке приземлилась в аэропорту Вифлеема. Во время приземления произошел отказ двигателя летательного аппарата, и пилоту пришлось совершать аварийную посадку. Самолёт Опал капотировал, повредив одно крыло и пропеллер. В результате падения Опал не пострадала, но оказалась зажатой в кабине, что не помешало ей спокойно дать указания сотрудникам аэропорта и направить их к самолёту для оказания помощи.

### Авиационный корпус Бетси Росс
В 1929 году Опал создала клуб женщин-пилотов под названием «Авиационный корпус Бетси Росс» (англ. «Betsy Ross Air Corps») в честь героини революции Бетси Росс. Организация была сформирована как полувоенная служба поддержки армейской авиации и действовала во время чрезвычайных ситуаций, таких как наводнения, землетрясения и тому подобное. "Корпус Бетси Росс был сформирован для транспортировки самолётов, проведения лётных инструктажей, участия в воздушных соревнования с целью сбора средств для благотворительных организаций и оказания первой медицинской помощи. Миссис Кунц собрала около 100 членов в своем клубе и поддерживала организацию около четырёх лет". По словам самой Опал Кунц, она вложила в организацию столько денег, сколько могла: "Я потратила все мои ресурсы в попытке сформировать женский резервный корпус".
2 января 1931 года в газете «The Sun» (Нью-Йорк) появилась статья «Женщины-пилоты готовы помочь армии» (англ. «Girl Flyers Ready to Aid Army») с описанием новой организации, в которой Опал служила в качестве первого командира. Эту же тему 3 января освещала газета «The Newark Evening News» в статье под заголовком «Военный клуб женщин-пилотов, организованный миссис Опал Кунц» (англ. «Women Fliers Military Club Organized by Mrs. Opal Kunz»). В этой заметке перечислялись офицеры Корпуса Бетси Росс, среди которых помимо Опал были миссис Глэдис О'Доннелл, миссис Хаслип и другие.
Весной 1931 года Панчо Барнс узнала о существовании национальной организации женщин-пилотов, стала его участницей, но вскоре была разочарована отсутствием в клубе какой-либо активности.
Организация просуществовала недолго и не была признана американскими военными силами.

### «Powder Puff Derby»
В 1929 году в США проводились Национальные воздушные гонки, среди которых отдельно выделялись Трансконтинентальные гонки женщин–пилотов (англ. «The First Women's Transcontinental Air Derby», так же известные как «Powder Puff Derby») — первые официальные соревнования, в которых участвовали исключительно женщины. На момент проведения гонок в США было зарегистрировано всего 70 лицензированных женщин-пилотов, и только 40 из них были квалифицированы для участия в конкурсе.
Для участия в программе участницы должны были иметь по крайней мере 100 часов самостоятельных полетов, 25 из которых совершались по маршруту (эти же правила применялись и к мужчинам, принимавшим участие в соревнованиях). Всего в конкурсе принимало участие 20 женщин: 14 в тяжёлом и 6 в лёгком классах. Вылет производился из города Санта-Моника, штат Калифорния. Среди участниц тяжелого класса находилась Опал Логан Кунц, в конечном итоге занявшая 8-е место.
Теа Раш и Клэр Фэхи, участники соревнований, утверждали, что кто-то специально повредил их самолёты. Кроме того, Бобби Форель и Опал Кунц также сообщали, что их измерительные приборы были плохо отрегулированы перед гонками в Калифорнии. После гибели Марвел Кроссоны в результате аварии в Аризоне полиция начала расследование по факту саботажа, однако оно так ничего и не принесло — причины аварии не были установлены.

### «Девяносто девять»
2 ноября 1929 года в Кёртисс Филд, Вэлли-Стэйшн, штат Нью-Йорк, для взаимной поддержки и улучшения положения женщин-пилотов была основана международная организация «Девяносто девять» (англ. Ninety-Nines: International Organization of Women Pilots). На учредительное собрание были приглашены 117 женщин-пилотов, имеющих на то время лицензии. Присутствовать смогли 99 из них — отсюда сформировалось и название организации. В неё вошли такие пилоты, как Амелия Эрхарт, Бетти Гиллис, Мэри Гудрич Дженсон, Опал Кунц, Рут Николс и другие. 14 декабря 1929 года в доме Опал Кунц было организовано второе собрание, на котором в клуб были приняты Фрэнсис Харрелл и Маргарет Томас Уоррен, которая была самым молодым участником организации (на тот момент Маргарет было 17 лет).
28 августа 1930 года Опал Кунц победила в доступной для всех гонке длинною в 25 миль. 4 сентября 1930 года она заняла третье место на Национальных воздушных гонках в Чикаго. Через три дня, 7 сентября 1930 года, воздушный ас Джон Дональдсон для участия в гонках позаимствовал более мощный и более современный самолёт у своей ученицы Опал Кунц, после чего разбился на нём, упав на лётное поле с высоты в 1800 футов на глазах у более чем 40 000 испуганных зрителей.

### Аннулирование брачного контракта
После семилетнего брака в 1930 году доктор Кунц объявил прессе, что его брак с Опал Кунц аннулируется. Запрос о расторжении семейного союза исходил от миссис Кунц, однако связанные с процессом юридические документы всё ещё недоступны для исследования, а причины аннулирования неизвестны. С целью избежать огласки, аннулирование было предоставлено судьей Верховного суда города Нью-Йорк, обладавшим полномочиями на расторжение брака без открытых судебных разбирательств. По любезной договорённости Миссис Опал Кунц (она сохранила свою фамилию по мужу) осталась проживать в своей квартире.
Несмотря на развод, Опал поддерживала связь с Джорджем Кунцем до конца его жизни. Через несколько месяцев после развода бывший супруг предложил ей пилотировать члена Ассоциации астрономов-любителей Питтсбурга с целью сфотографировать частичное солнечное затмение, чего никогда не делали ранее. Это произошло 28 апреля 1930 года: д-р Фишер сел в самолёт Опал Кунц в аэропорту Ньюарка и поднялся на высоту 18 200 футов. Солнечное затмение было снято на камеру Graflex с объективом Zeiss f/4.5. Для полёта фотограф надела шлем и очки, а фотоаппарат удерживался руками в перчатках при температуре 18 градусов Цельсия ниже нуля.
Утром 29 июня 1932 года Джордж Кунц умер от кровоизлияния в мозг. В своем завещании он оставил половину своего имущества (более 1 миллиона долларов), квартиру в Нью-Йорке и акции компании Tiffany & Co. своей бывшей супруге Опал Кунц.

### Вторая мировая война
В связи с нарастающей угрозой войны Опал продлила свою лицензию пилота после прохождения курсов повышения квалификации в Хагерстауне, штат Мэриленд. Она начала преподавать авиационное дело студентам государственного колледжа штата Арканзас. Позже она переехала в Род-Айленд и в начале Второй мировой войны стала инструктором в аэропорту Род-Айленда, обучая курсантов Военно-морского флота и участвуя в "Гражданской Программе подготовки пилотов". На обучении у Кунц находилось более 400 молодых людей.
С наступлением войны сбылись её давние мечты ещё со времён "Авиационного корпуса Бетси Росс" — Опал начала обучать людей ведению воздушных боёв. Военные записи того времени гласят: "Миссис Кунц находилась в Провиденсе с января 1942 года в качестве члена штаба Wiggins Airways. Она по-матерински опекала «своих мальчиков», и они отвечали ей взаимностью, проявляя уважение и энтузиазм. Ничто не даёт ей большей радости, чем лицезрение самостоятельных полётов её учеников и осознание того факта, что она сделал их на один шаг ближе к воздушной линии обороны дяди Сэма". Уже после войны многие её ученики посещали Опал в Калифорнии со своими жёнами и детьми. В своих письмах Опал писала о том, что она обучала не обычных пилотов, а боевых лётчиков: "Я служила инструктором на протяжении всей войны. В моём распоряжении находилось более 300 студентов, которые служили боевыми пилотам".

### Поздние годы
После войны Опал Кунц стала инспектором в корпорации Aerojet. Она больше не выходила замуж и жила одна в своём скромном доме с тремя собаками (две собаки породы колли и одна немецкая овчарка). Хотя Опал никогда не имела огромных денег, тем не менее она неплохо жила на наследство от мужа и пенсионный доход от авиастроительной компании. «Сегодня у меня нет денег на полёты. "Аэроджет" увольняет больше людей, чем нанимает. Я живу за счёт наследства, оставленного мужем. У меня есть небольшой дом с большим количеством деревьев, а мой старенький Олдсмобиль работает прекрасно».
14 апреля 1961 года после полёта российского космонавта Юрия Гагарина в космос, уверенная в себе Опал Кунц написала президенту Джону Ф. Кеннеди письмо следующего содержания: «На мой взгляд всё, что сделали русские — это отправили в космос манекен. Весь контроль над полётом проходил на земле. Любой мог бы совершить подобное, даже я... Мне было бы приятно участвовать в полёте на любом хитроумном устройстве, предложенном правительством, только для того чтобы превзойти российский рекорд. Я вдова и у меня нет никого, кого бы я заставила страдать в случае провала».

### Смерть
Опал Кунц умерла в одиночестве 15 мая 1967 года в своем доме в городе Оберн, штат Калифорния. Она похоронена на одном из общественных кладбищ под названием «Old Auburn Cemetery» на участке 127B-3.
В документе о социальном обеспечении Опал Кунц в качестве года её рождения указан 1894 год, однако в погребальной карточке значится 1896 год. Кроме того, там же имеется и информация о девичьей фамилии матери — Гриббл.